# 安德烈·拉勒芒
安德烈·拉勒芒（法語：André Lallemand，法語發音：[ɑ̃dʁe lalmɑ̃]；1904年9月29日—1978年3月24日），法国天文学家，巴黎天体物理研究所所长。

## 奖项和荣誉
拉勒芒曾为天文研究所用的光电倍增管以及“电子望远镜”（或称拉勒芒相机）的开发作出了重大贡献。1938年被法国科学院授予拉朗德奖，并在1962年获英国皇家天文学会爱丁顿奖章。
1960年至1962年，拉勒芒曾担任法国天文学会（SAF）主席。
月球上的拉勒芒陨石坑就是以他的名字命名的，法国天文学会还设立了二年一次，专门表彰天文学研究的拉勒芒奖。

## 备注
1. ↑  Hockey, Thomas. . Springer Publishing. 2009  [August 22, 2012]. ISBN 978-0-387-31022-0.
2. ↑  "Chronique" （页面存档备份，存于）, in L'Enseignement Mathématique, vol. 37 (1938), p. 343.
3. ↑  List of presidents of the Société astronomique de France